# باتي بويد
باتريشيا آن بويد (بالإنجليزية: Pattie Boyd)‏ (من مواليد 17 مارس 1944) هي عارضة أزياء ومصورة إنجليزية. كانت واحدة من أهم عارضات الأزياء عالميا خلال الستينيات من القرن الماضي مع جان شريمبتون، جسدت مظهر الأنثى البريطانية لذلك العصر. تزوجت بويد من جورج هاريسون في عام 1966 وشهدت صعود شعبية البيتلز، كما شاركت في احتضانهم للروحانية الهندية. تطلقت من هاريسون في عام 1977 وتزوجت في وقت لاحق من صديق هاريسون اريك كلابتون في عام 1979 وتطلقت منه في عام 1989. ألهمت بويد أغاني هاريسون مثل «إذا كنت بحاجة إلى شخص ما» و«شيء ما» و«بالنسبة لك الأزرق»، وكلابتون «ليلى» و«الليلة رائعة».
في أغسطس 2007، نشرت بويد سيرتها الذاتية بعنوان «يوم رائع».عُرضت صورها لهاريسون وكلابتون التي تحمل عنوان «عبر أعين الفن»، في دبلن وسيدني وتورونتو وموسكو ولندن وألمانيا وأوبسالا وفي جميع أنحاء الولايات المتحدة.

## روابط خارجية
- باتي بويد على موقع IMDb (الإنجليزية)
- باتي بويد على موقع ميوزك برينز (الإنجليزية)
- باتي بويد على موقع إن إن دي بي (الإنجليزية)
- باتي بويد على موقع أول ميوزيك (الإنجليزية)
- باتي بويد على موقع ديسكوغز (الإنجليزية)
- باتي بويد على موقع قاعدة بيانات الفيلم (الإنجليزية)